# ديفيد سانشيز هيريديا
ديفيد سانشيز هيريديا هو سياسي بوليفي، ولد في 25 ديسمبر 1966. نشط حزبياً في الحركة نحو الاشتراكية. وقد انتخب سيناتور  بوليفيا ‏.